# Портной, Владимир Владимирович
Влади́мир Влади́мирович Портно́й (9 июня 1931, Одесса — 19 февраля 1984, Ленинград) — советский гимнаст, серебряный и бронзовый призёр Олимпийских игр. Мастер спорта СССР (1954). Мастер спорта СССР международного класса.

## Биография
Окончил Ленинградский государственный педагогический институт имени А. И. Герцена (1953, заочно) и Московское пограничное военное училище МВД СССР (1955).
Начал заниматься гимнастикой в 1945 году. Выступал за «Динамо» (Ленинград).
Тренировался под руководством М. Д. Касьяника.
Призёр чемпионатов СССР (1954—1960).
Выступал за сборную СССР в 1953—1961.
На Олимпийских играх в Риме Владимир выиграл 2 медали: серебряную в командном первенстве и бронзу в опорном прыжке.
Похоронен на кладбище Санкт-Петербургского крематория (колумбарий).

## Награды
- Медаль «За трудовое отличие» (16.09.1960) — за успешные выступления в XVII летних и VIII зимних Олимпийских играх 1960 года, а также за выдающиеся спортивные достижения[3]